# Carlo Villa (calciatore 1905)
Carlo Villa (Monza, 1905 – ...) è stato un calciatore italiano, di ruolo attaccante.

## Biografia
Carlo era conosciuto come Villa (I) per non confonderlo con Giacomo Villa o Villa (II), di quattro anni più giovane.

## Carriera
Cresciuto nel Monza, con i brianzoli ha esordito sedicenne in Prima Categoria il 9 ottobre 1921 nella partita Juventus Italia-Monza (1-0), ha disputato sei stagioni con il Monza realizzando 43 reti, regista e goleador indimenticato dagli sportivi biancocelesti per le sue notevoli doti tecniche e la rapidità di esecuzione. Ha dato un notevole contributo alla promozione del Monza in Prima Divisione nella stagione 1926-27 realizzando 12 reti in 18 partite. La stagione 1927-28 è passato alla Pro Patria dove ha potuto giocare in Divisione Nazionale esordendo a Bologna il 25 settembre 1927 nella partita Bologna-Pro Patria (1-1). Dopo l'esperienza di Busto Arsizio ha disputato ancora due stagioni col Monza in Prima Divisione. Con i brianzoli in tutto ha disputato otto stagioni con 119 presenze e 56 reti realizzate, risultato che lo pone in quarta posizione tra i marcatori del Monza di tutti i tempi.

## Palmarès

### Club

#### Competizioni nazionali
- Seconda Divisione: 1

Monza: 1926-1927